# Amphipyra
Amphipyra is een geslacht van nachtvlinders. Het is het het enige geslacht in de onderfamilie Amphipyrinae. De andere geslachten die voorheen in de onderfamilie waren ondergebracht werden verplaatst naar de onderfamilie Hadeninae.

## Soorten
- A. acheron Draudt, 1950
- A. albicilia Hampson, 1894
- A. albolineola Yoshimoto, 1993
- A. alpherakii Staudinger, 1888
- A. anophthalma Boursin, 1963
- A. atronitens Walker, 1856
- A. averna Hreblay & Ronkay, 1997
- A. berbera Rungs, 1949 – Schijn-piramidevlinder
- A. boursini Hacker, 1998
- A. brunneoatra Strand, 1916
- A. cancellata Warren, 1911
- A. cinnamomea (Goeze, 1781)
- A. corvina Motschulsky, 1866
- A. costiplaga Draudt, 1950
- A. cupreipennis Moore, 1882
- A. charon Draudt, 1950
- A. deleta Draudt, 1950
- A. deletaiwana Hreblay & Ronkay, 1998
- A. effusa Boisduval, 1828
- A. erebina Butler, 1878
- A. formosana Hacker & Ronkay, 1998
- A. fuscusa Chang, 1989
- A. glabella Morrison, 1874
- A. gondwana Hacker, 2004
- A. herrichschaefferi Hacker & Peks, 1998
- A. herzigi Hreblay & Ronkay, 1998
- A. horiei Owada, 1996
- A. jankowskii Oberthür, 1884
- A. kautti Hacker, 2002
- A. livida (Denis & Schiffermüller, 1775)
- A. magna Walker, 1865
- A. marmorea Hreblay & Ronkay, 1998
- A. micans Lederer, 1857
- A. microlitha Hreblay & Ronkay, 1998
- A. molybdea Christoph, 1867
- A. monochroma Yoshimoto, 1993
- A. monolitha Guenée, 1852
- A. murreensis Strand, 1916
- A. okinawensis Sugi, 1982
- A. owadai Hreblay, Peregovits & Ronkay, 1999
- A. pallidipennis Hreblay & Ronkay, 1998
- A. perflua Fabricius, 1787 – Grote piramidevlinder
- A. porphyrea Hreblay & Ronkay, 1998
- A. problematica Draudt, 1924
- A. pyramidea (Linnaeus, 1758) – Piramidevlinder
- A. pyramidoides Guenée, 1852
- A. sanguinipuncta Guenée, 1852
- A. satinea Rougemont, 1905
- A. schrenckii Mengel, 1858
- A. sergei (Staudinger, 1888)
- A. sergii Staudinger, 1888
- A. shyrshana Chang, 1989
- A. stix Herrich-Schäffer, 1850
- A. striata Bremer & Grey, 1853
- A. strigata Fletcher, 1968
- A. styx Herrich-Schäffer, 1850
- A. submicans Kuznetsov, 1958
- A. subrigua Bremer, 1853
- A. subtrigua Bremer & Grey, 1853
- A. suryai Yoshimoto, 1993
- A. tetra (Fabricius, 1787)
- A. tragopoginis Clerck, 1759 – Boksbaardvlinder
- A. tripartita Butler, 1878

## Afbeeldingen

### Volwassen vlinders

Amphipyra averna
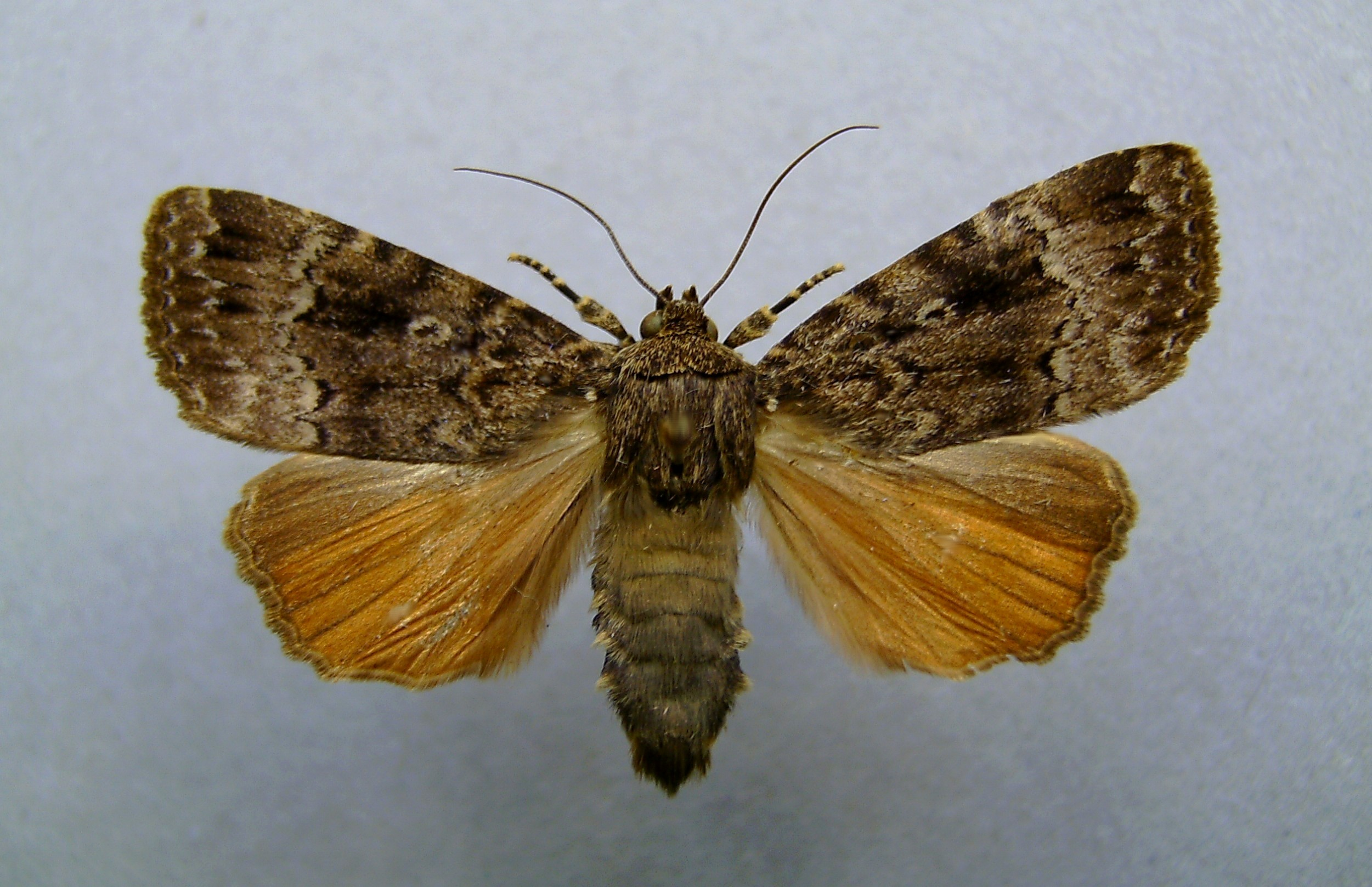
Amphipyra berbera – Schijn-piramidevlinder
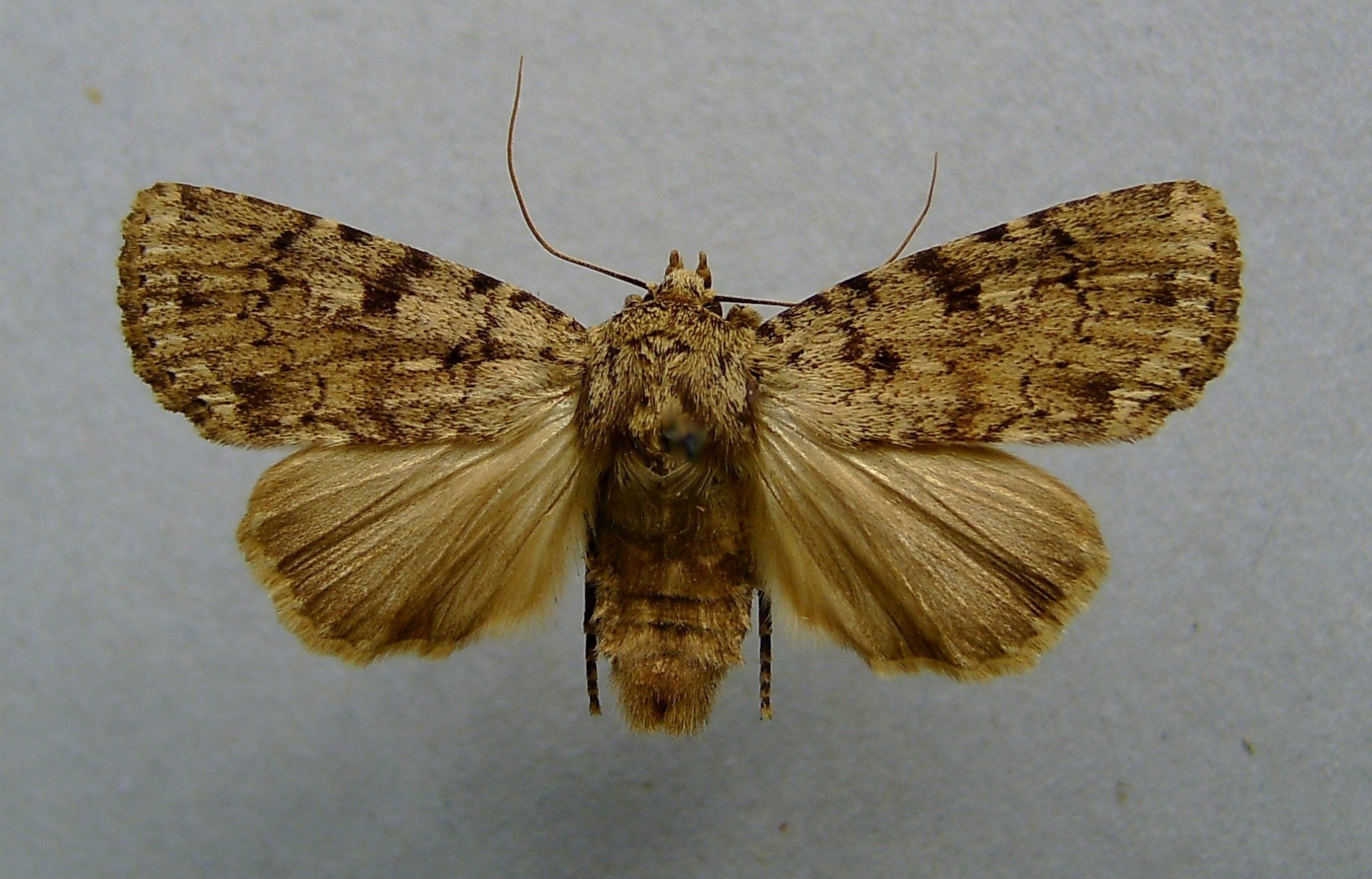
Amphipyra effusa
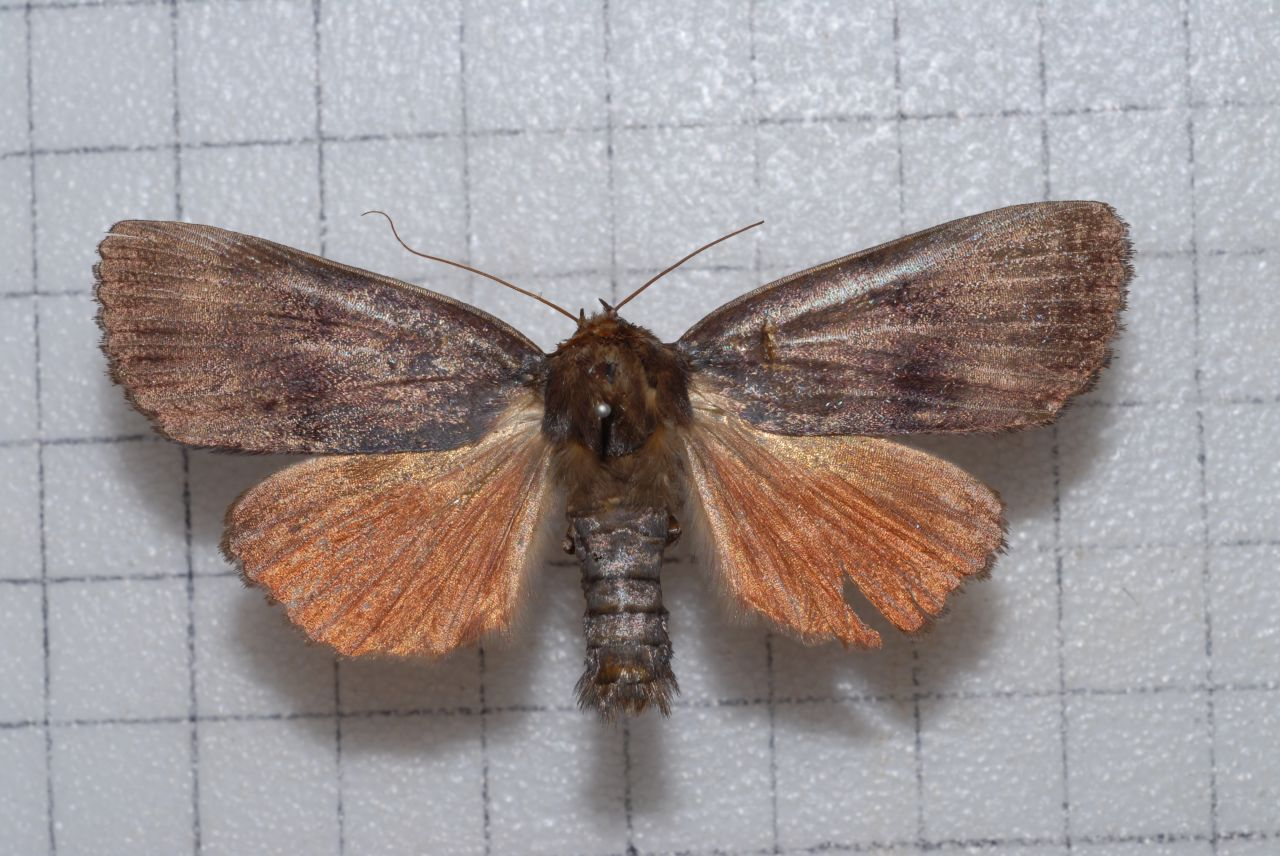
Amphipyra fuscusa
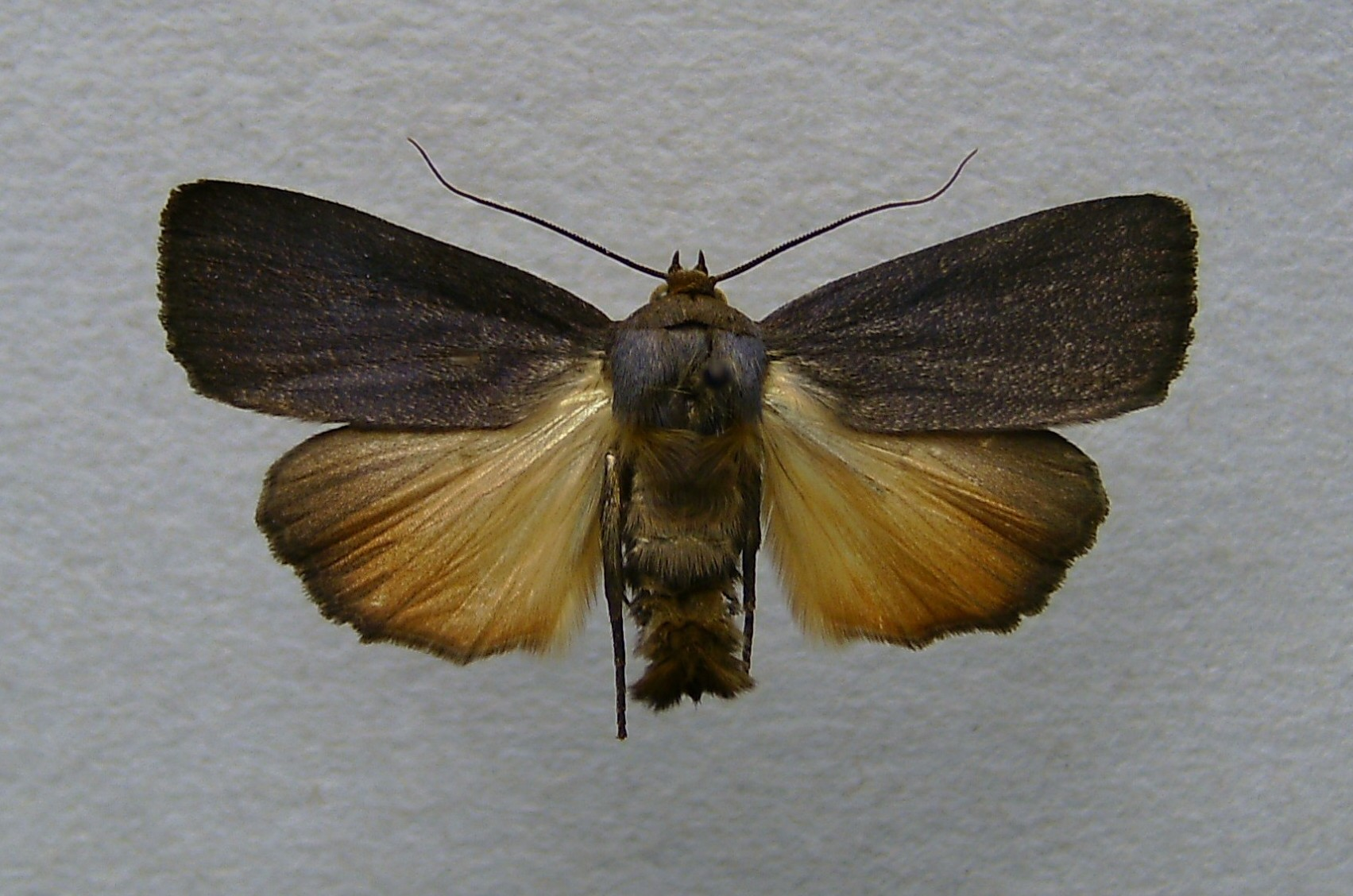
Amphipyra livida
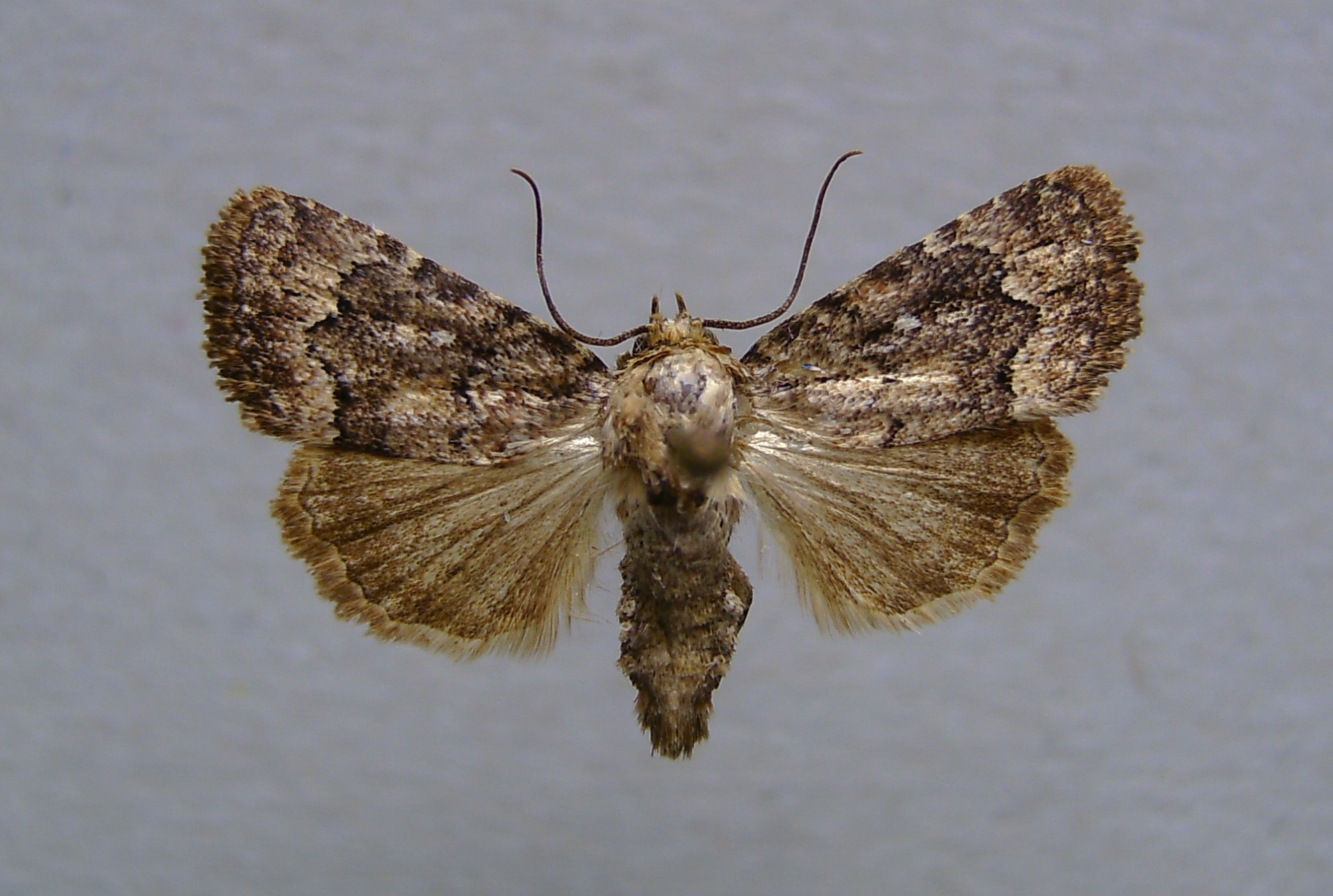
Amphipyra micans
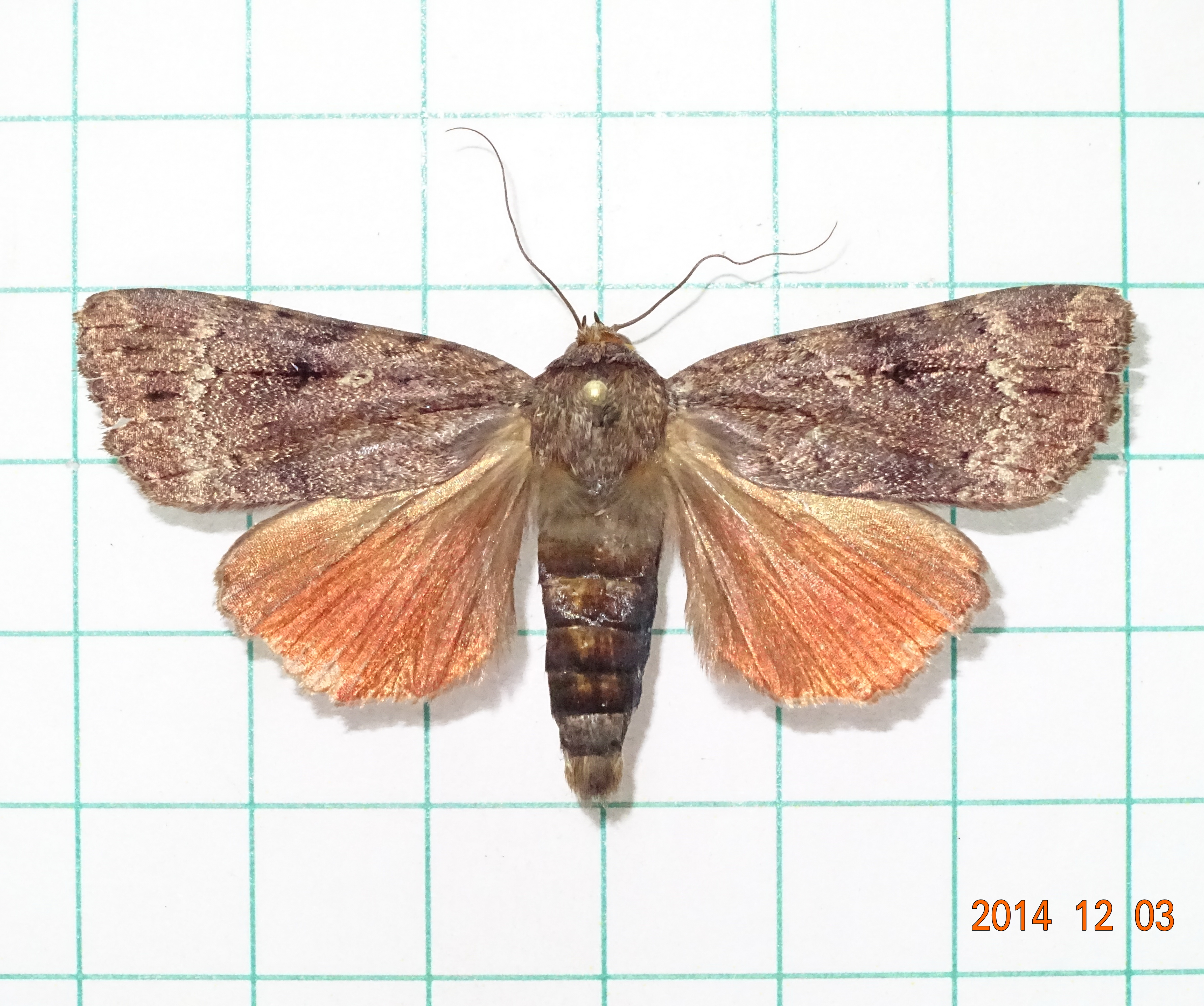
Amphipyra monolitha
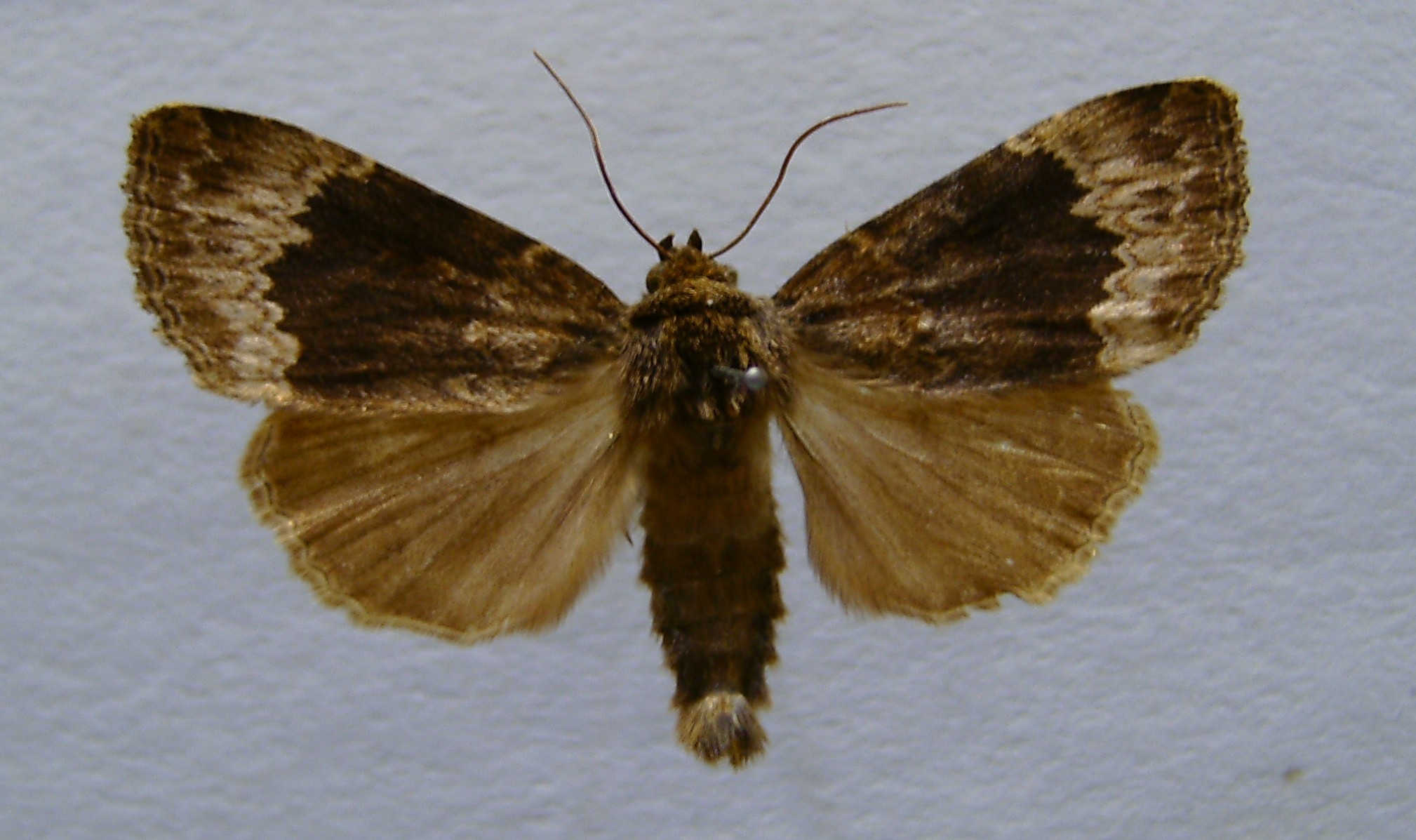
Amphipyra perflua – Grote piramidevlinder
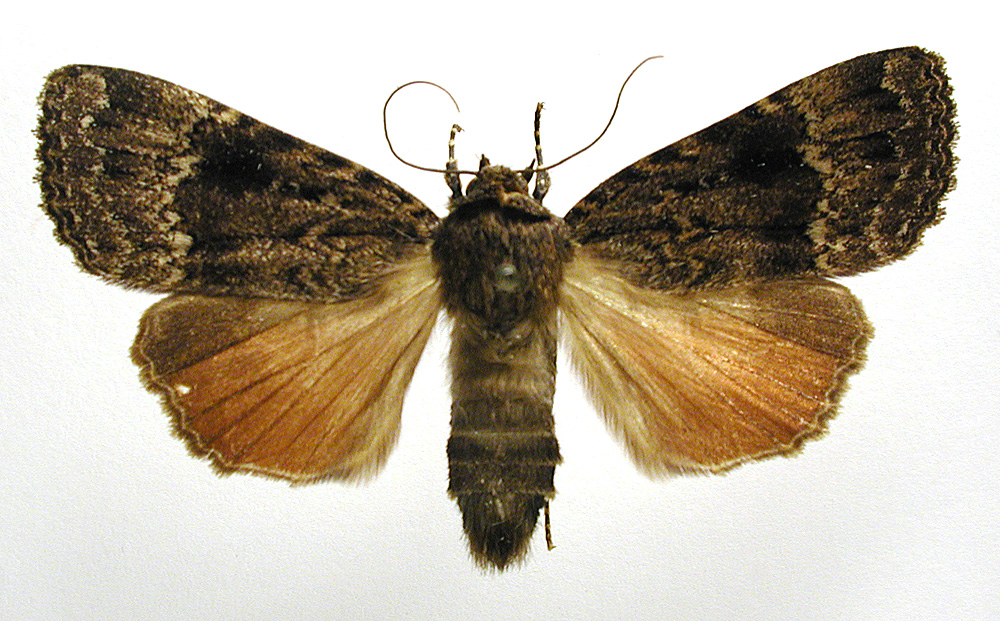
Amphipyra pyramidea – Piramidevlinder
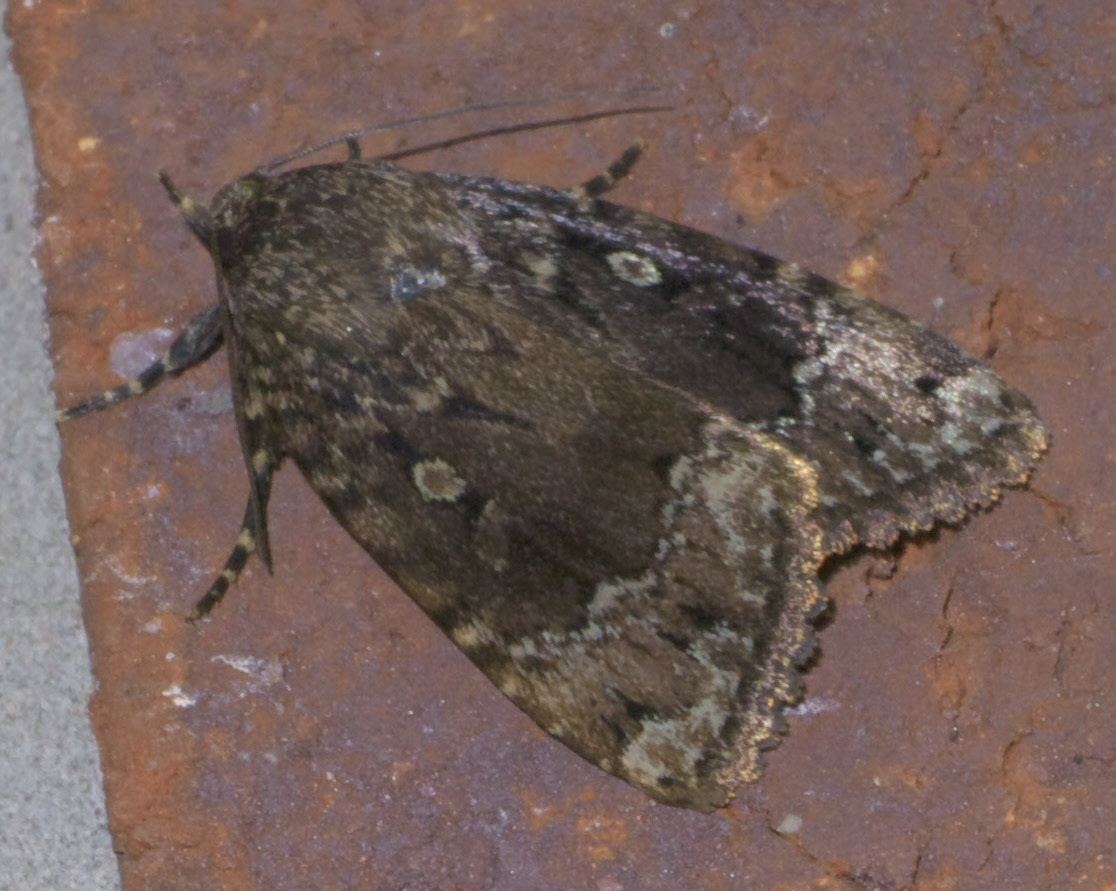
Amphipyra pyramidoides
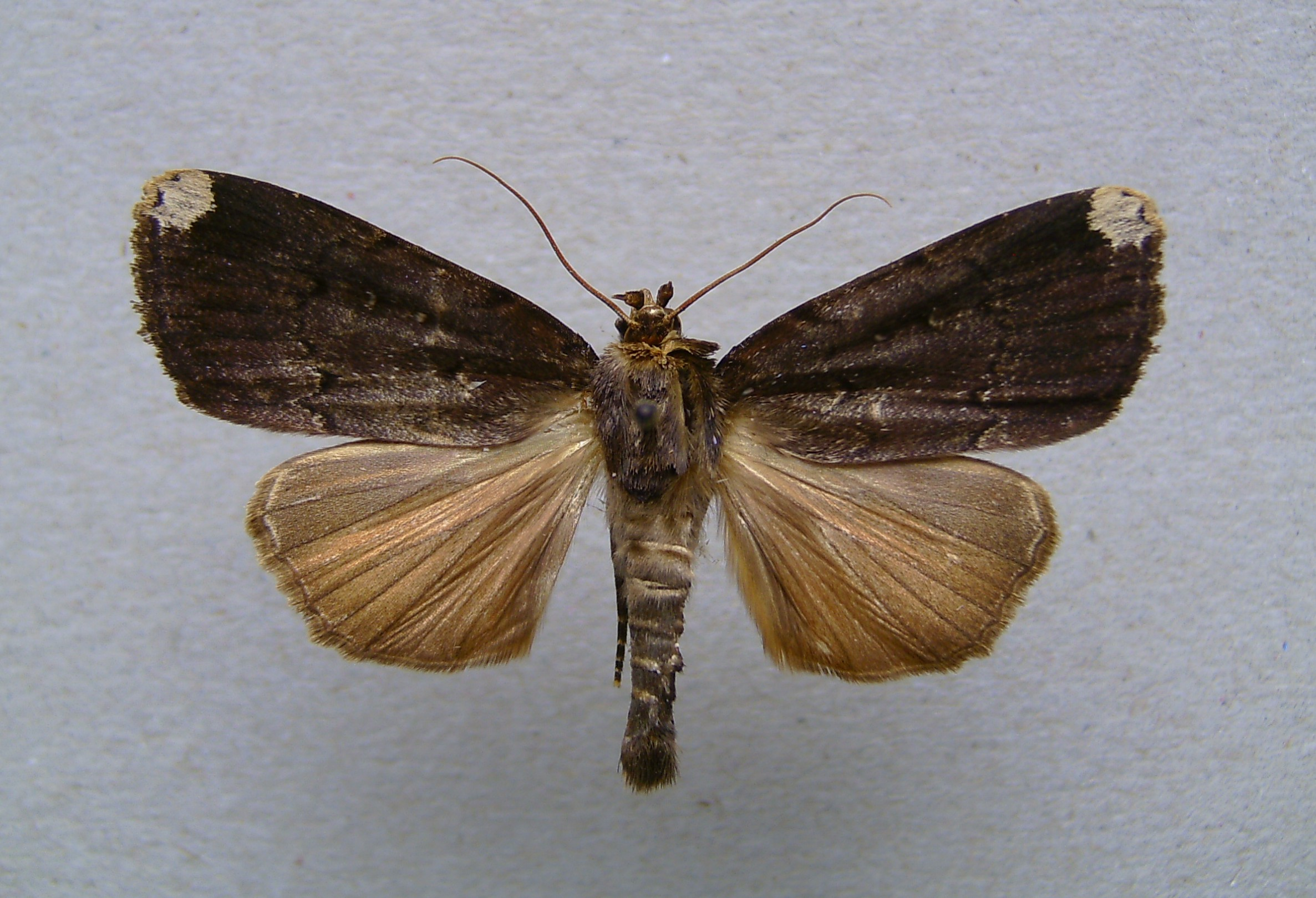
Amphipyra schrenkii
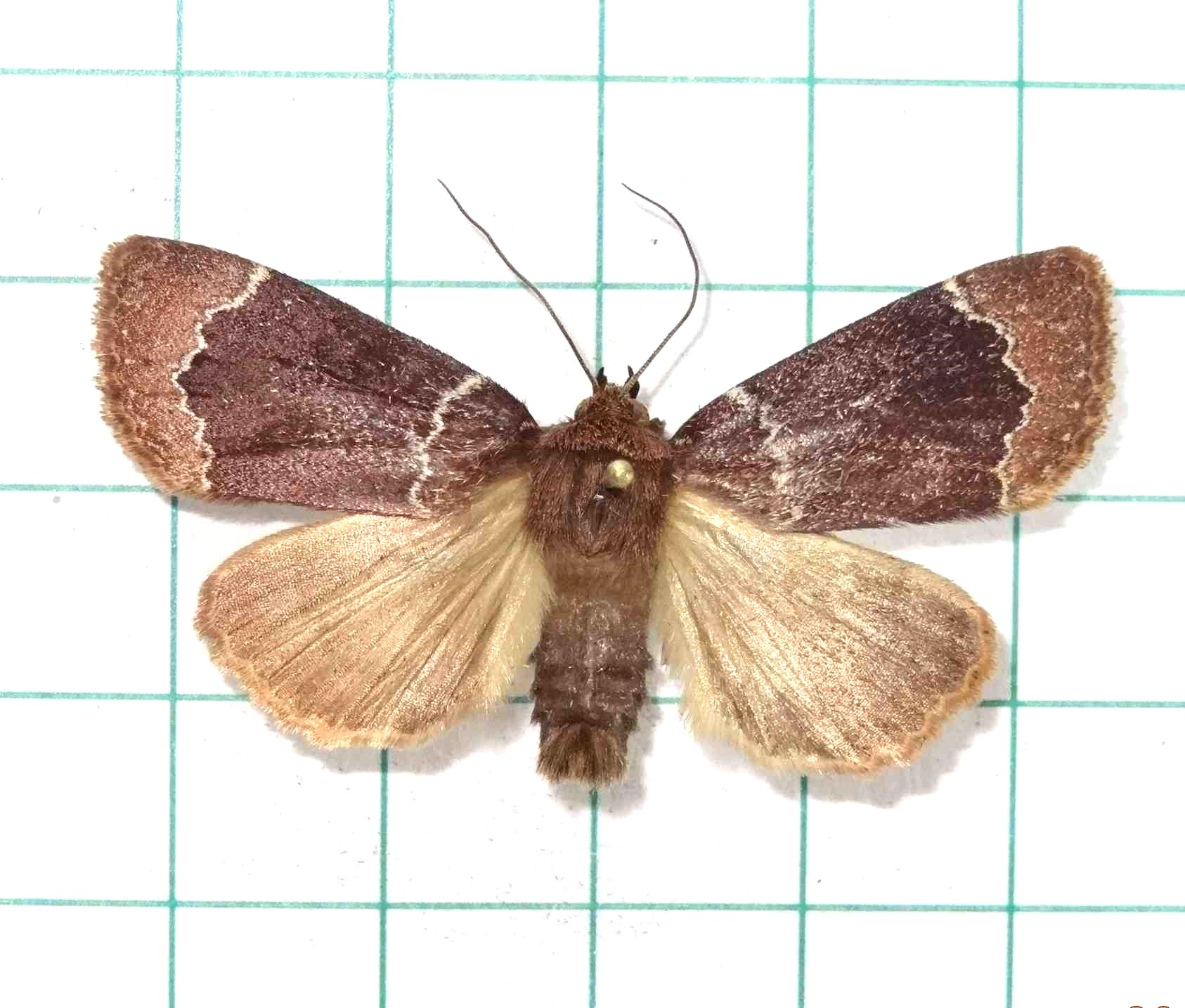
Amphipyra shryshana
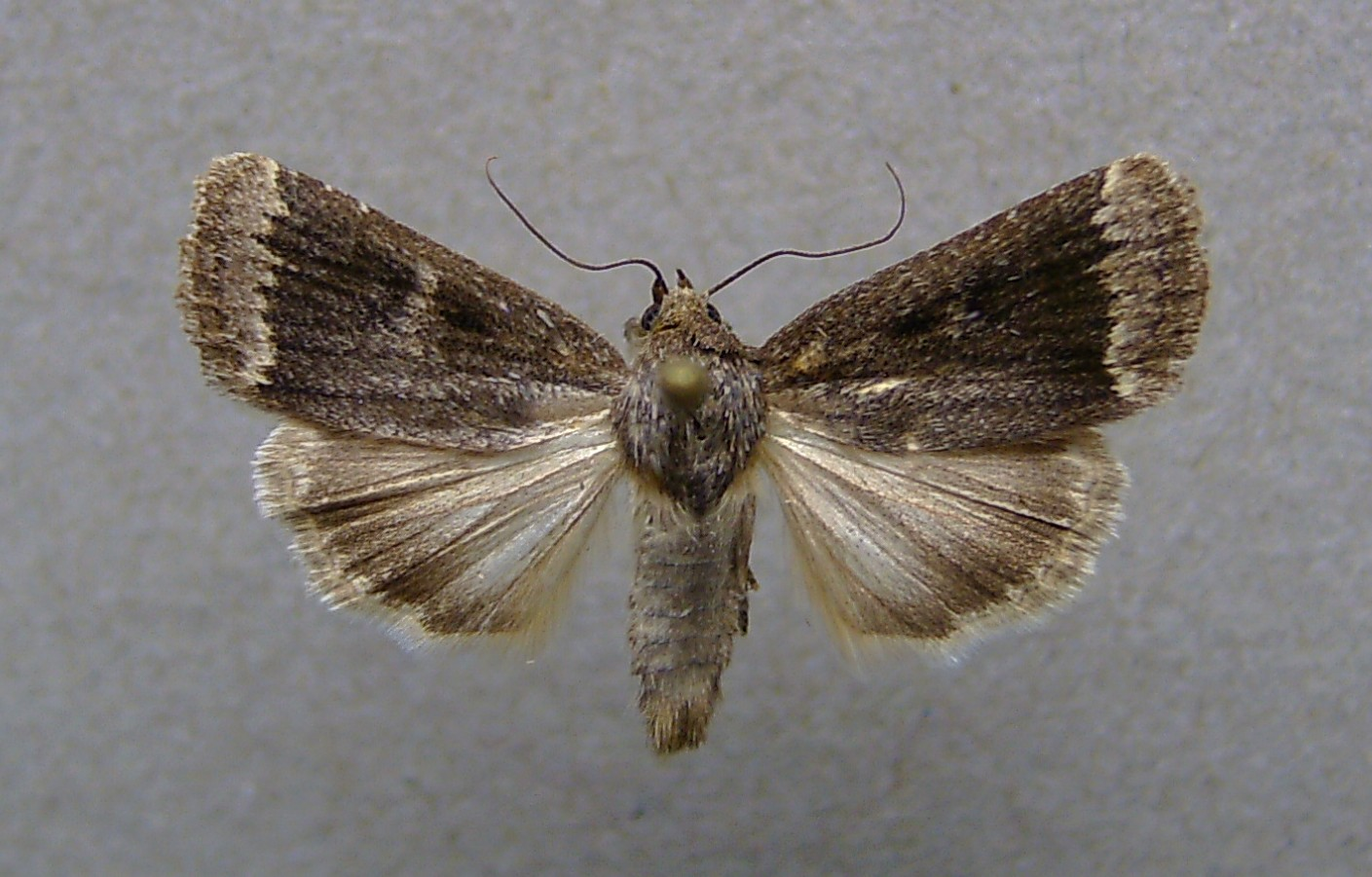
Amphipyra stix
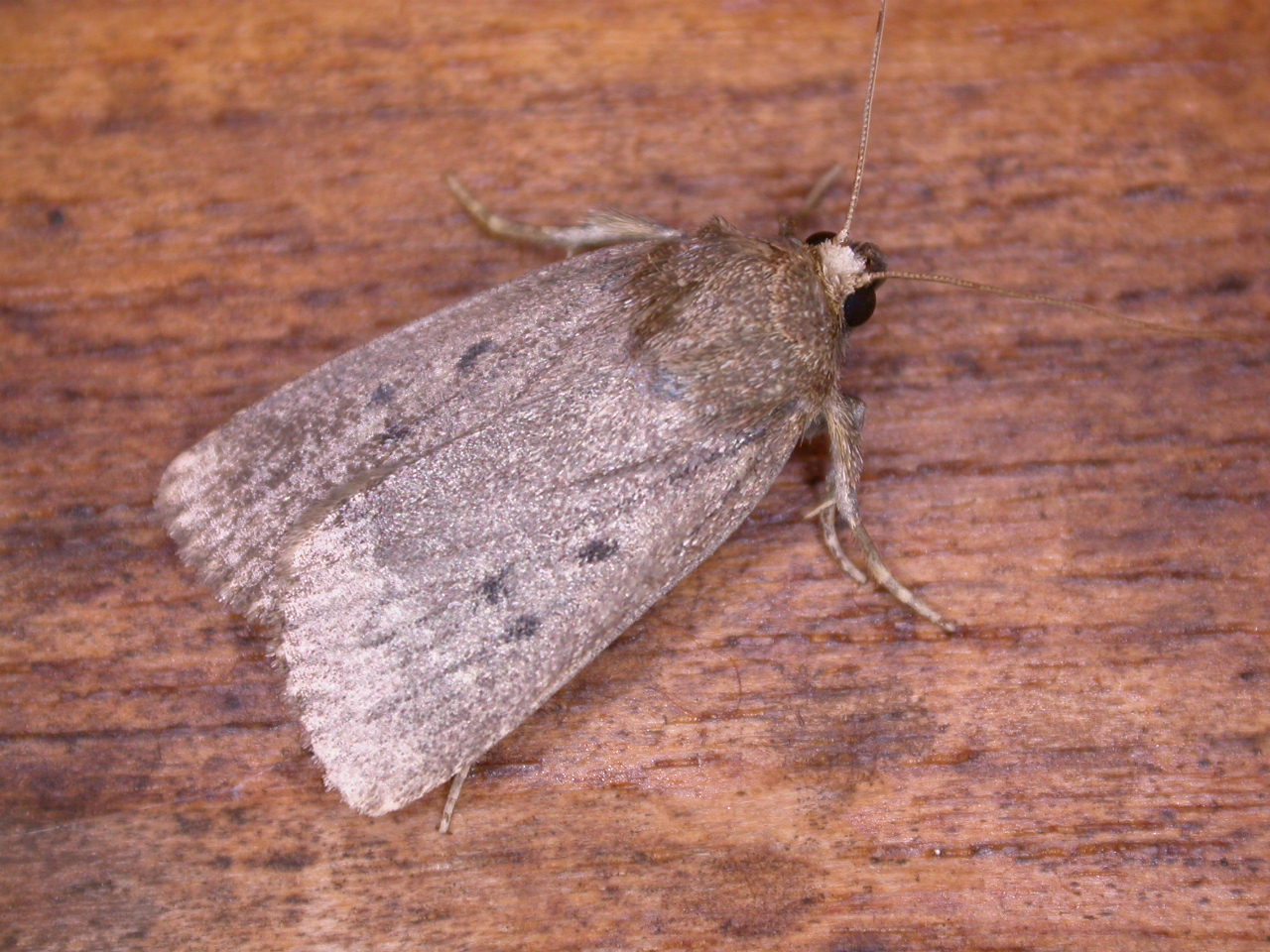
Amphipyra tragopoginis – Boksbaardvlinder
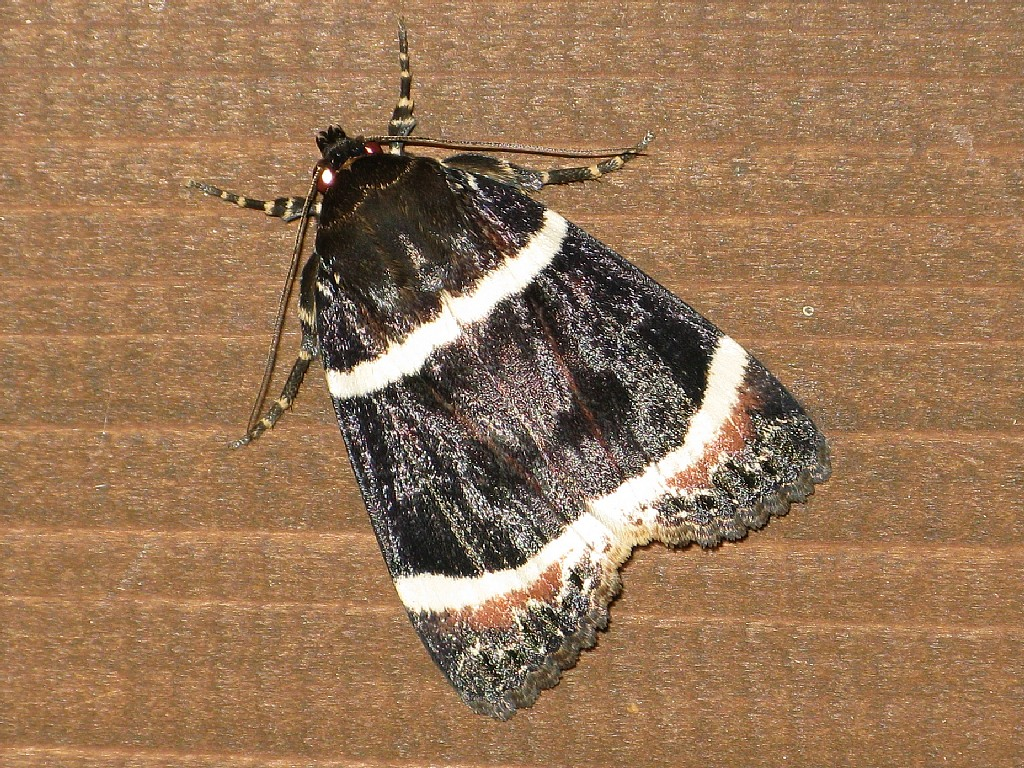
Amphipyra tripartita

### Rupsen

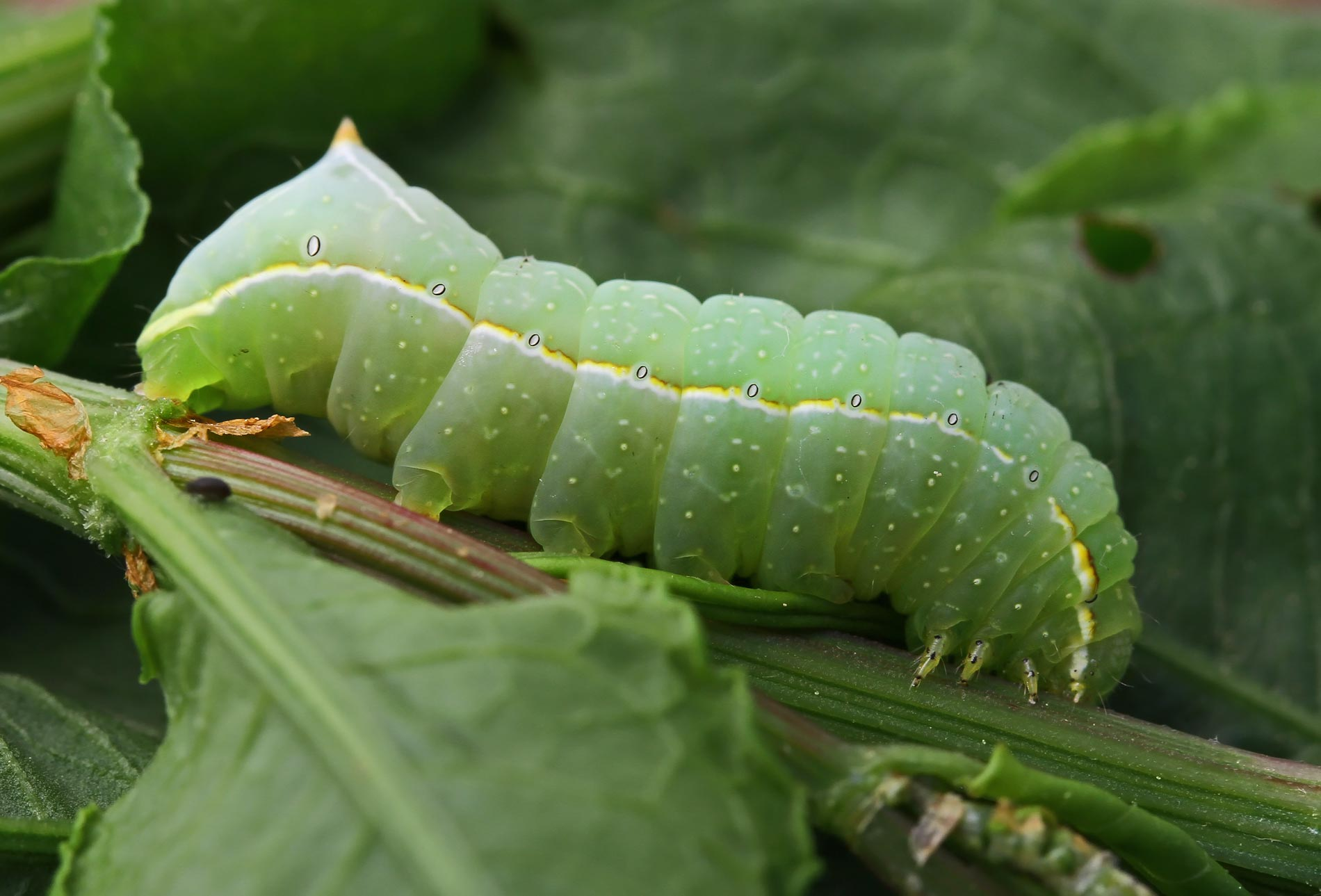
Amphipyra berbera – Schijn-piramidevlinder
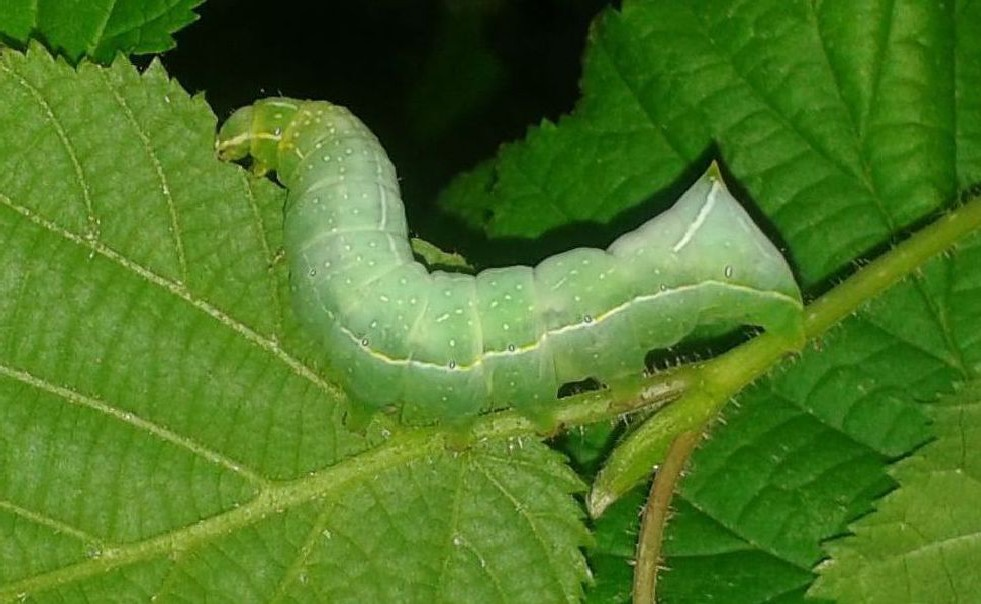
Amphipyra pyramidea – Piramidevlinder
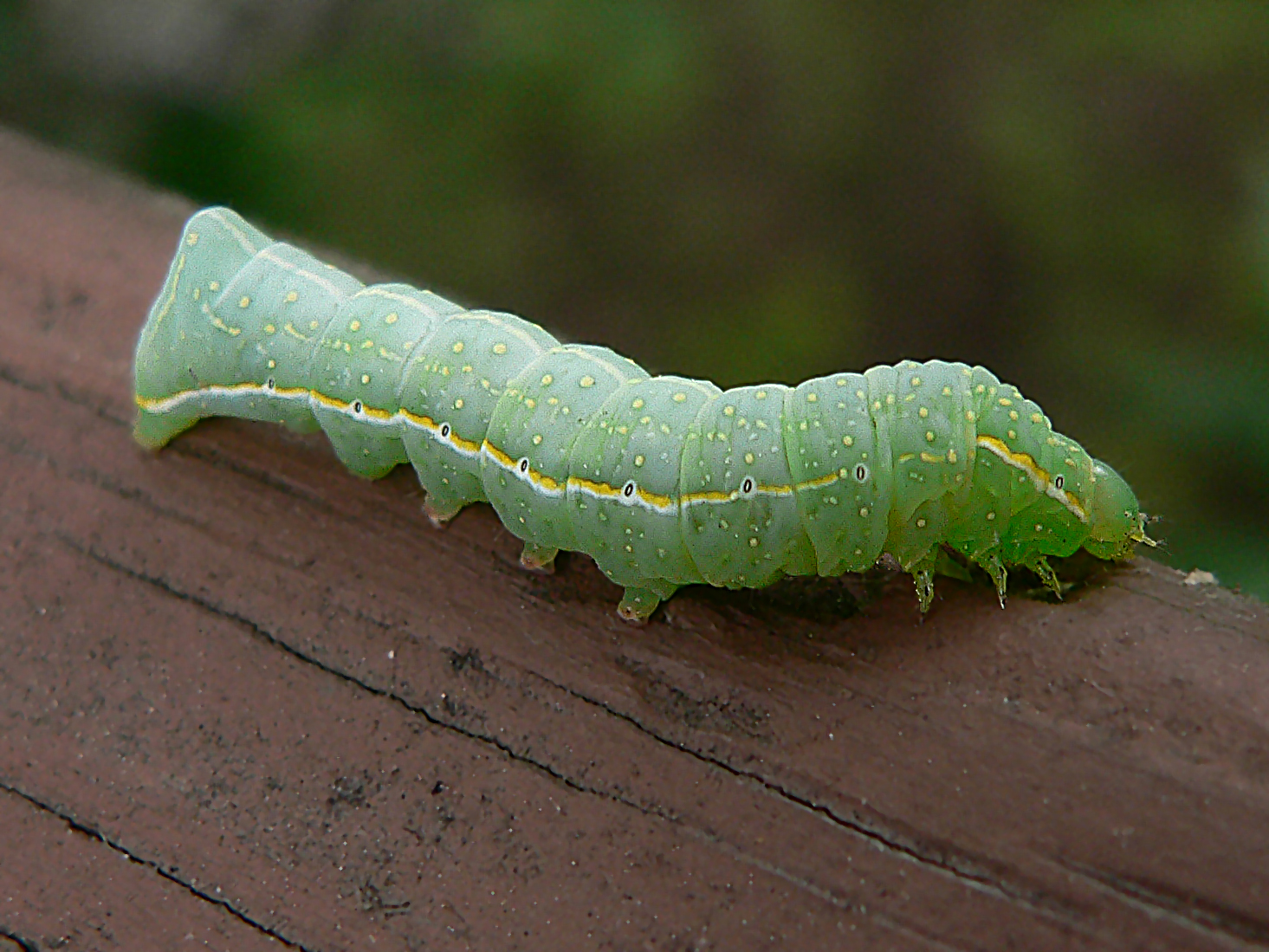
Amphipyra pyramidoides